# Jaume Josa Llorca
Jaume Josa Llorca (Barcelona, 7 de enero de 1945 - Barcelona, 21 de octubre de 2012) fue un biólogo, historiador de la ciencia e investigador del CSIC y uno de los máximos especialistas en la obra de Charles Darwin en España.

## Biografía
Hijo de dos maestros de la República, depurados y separados del cuerpo después de la guerra civil, Jaume Josa Savall y Josefa Llorca Grau, que no fueron rehabilitados hasta el primer gobierno socialista, cursó los primeros estudios en los escolapios y después emprendió la carrera de maestro y, finalmente, la licenciatura en ciencias biológicas en la Universidad central de Barcelona. Entre sus profesores que influyeron en su vocación científica destacan el paleontólogo Miquel Crusafont i Pairó (1910-1983), el genetista Antoni Prevosti i Pelegrín (1919-2011), el microbiólogo Ramon Parés i Farràs (n. 1927 el químico Enric Casassas i Simó (1920-2000).
Desde mediados de la década de los setenta emprendió la carrera docente en la Facultad de Biología de la Universidad de Barcelona; una carrera que durará hasta su jubilación en 2011. En sus primeros años, colaboró activamente en la organización del Laboratorio de Biología General de la Facultad. Más tarde su docencia se orientó hacia la Historia de las Ciencias Naturales e Historia de la Biología, asignaturas que impartió durante muchos años. Incluso cuando más adelante llegó a ser Jefe de Publicaciones del Consejo Superior de Investigaciones Científicas (CSIC) tampoco se apartó de su docencia. Sus primeros trabajos científicos se orientaron hacia la entomología y, especialmente, hacia el estudio de los lepidópteros de Cataluña. La mayoría de los trabajos los llevó a cabo con compañeros de la Sociedad Catalana de Lepidopterología, a partir de capturas realizadas en el campo, de las colecciones del propio Museo de zoología de Barcelona y de colecciones particulares de miembros de la Sociedad. Durante el curso 1978-1979, gozó de una beca del British Council que le permitirá seguir los estudios de Associateship en el Chelsea College de la University of London. Estancia que aprovechará para llevar a cabo algunas visitas a Down House, la que fue casa, hoy Museo, de Charles Darwin desde 1842, a su fallecimiento en 1882.

## Estudioso de Darwin
A su regreso de Londres, Jaume Josa se convirtió en uno de los mayores estudiosos de la figura de Darwin y el darwinismo en España. Cuando en 1982, se cumplió el primer centenario de la muerte del científico inglés, fue invitado a pronunciar diversas conferencias sobre la dimensión de Darwin y sus teorías. Ante todo, fue un enamorado de Darwin, que construyó una verdadera colección documental sobre su figura y sus obras, que no paró de crecer durante su vida. Uno de sus hitos fue la edición que de El origen de las especies preparó para la Editorial Espasa Calpe.

## La revistaMundo Científico
A principios de los ochenta, preocupado por la divulgación científica, Jaume Josa impulsó la publicación de una versión en español de la revista francesa La Recherche, con traducciones de los principales trabajos publicados en la edición francesa, y originales para la edición española, que tomó el nombre de Mundo Científico y contó, con el apoyo de la Editorial Fontalba, empezando a publicarse en marzo de 1981 y presentándose en el Museo de la Ciencia de Barcelona, con la presencia del propio Jaume Josa y Claude Cherki, director de La Recherche, y en Madrid, en el Hotel Castellana. José Gili Casals, se convirtió en el director de la revista, mientras el propio Jaume Josa se convertía en director científico. La revista se publicó hasta el año 2003, haciéndose cargo de la edición en los últimos años RBA. Con José Gili, Josa también codirigió la colección «Ciencia» de la Editorial Fontalba.

## Dirección del Servicio de Publicaciones del CSIC
Entre los años de 1984 a 1989, se encargó de la dirección del Servicio de Publicaciones del CSIC, ocupándose de rescatar algunos fondos de la Junta para Ampliación de Estudios y lanzando nuevas colecciones como "Nuevas tendencias" y "Estudios sobre la Ciencia".

## Historiador de la ciencia
En 1989, después de concursar en unas oposiciones en la Escala de Colaboradores Científicos del Consejo Superior de Investigaciones Científicas, entre las que se encontraba una plaza de Historia de la Biología con destino a la Institución Milà i Fontanals, en Barcelona, fue nombrado funcionario de carrera del CSIC. A partir de aquí, dejó la dirección del Servicio de Publicaciones del CSIC y se incorporó al Departamento de Historia de la Ciencia de la Institución Milà i Fontanals, institución que, más adelante, dirigiría entre los años 1994 y 1998. Posteriormente se ocuparía de la dirección de la Delegación del CSIC en Cataluña entre 1996 y 2000. En 2000, después de pedir la excedencia, trabajó para La Caixa para poner en marcha el Museo de la Ciencia «CosmoCaixa» en la localidad madrileña de Alcobendas. Sin embargo, en mayo de 2002 reingresa a la función pública, en el Instituto de Microelectrónica continuó como investigador del Departamento de Historia de la Ciencia en la Institución Milán y Fontanals, al que estuvo vinculado desde 1990 hasta al final de sus días.

## Erudito y divulgador
Además de ilustre científico, Josa fue también un erudito, un gran sabio y un divulgador de la historia de la ciencia. Fue miembro de la Comisión para el Estímulo de la Cultura Científica en el Departamento de Cultura de la Generalidad de Cataluña y colaboró estrechamente en In vitro: de las mitologías de la fertilidad a los límites de la ciencia, en la Fundación Miró de Barcelona. Se ocupó de levantar puentes entre las humanidades y las ciencias, y fue un impulsor del Jardín Botánico de Barcelona, con la firma en 1998 del acuerdo de colaboración entre el CSIC y el Ayuntamiento de Barcelona. Josa fue, también, amigo de artistas y de toreros y asesor de los cantautores Gato Pérez, La Voss del Trópico y Jaume Sisa. Gran aficionado a los toros, fue ponente en el Parlamento de Cataluña en su defensa de las corridas de toros.
Jaume Josa Llorca murió en Barcelona, un tiempo después de ser diagnosticado de un cáncer de páncreas, el 21 de octubre de 2012, habiendo hecho donación de su cuerpo a la Facultad de Medicina de la Universidad de Barcelona.

## Publicaciones
- Darwin 100 años después (1982)
- Historia no tan natural: el estudio y la enseñanza de la biología en Reino Unido (1987)
- Estudios histórico-críticos de la ciencia española (1988)